# 下妻藩
下妻藩（しもつまはん）は、常陸国（現在の茨城県下妻市下妻甲）に存在した藩。藩庁は下妻陣屋に置かれた。

## 藩史
戦国時代、下妻は結城氏に属していた多賀谷氏が治めていた。しかし小田原征伐後、結城秀康が結城晴朝の養嗣子として当主になると、多賀谷重経は徳川氏に反発し、秀康の臣下になることを嫌々ながらも承諾したが、その後も文禄・慶長の役では秀康の出陣命令を病気と称して拒み、さらに佐竹義宣の弟・多賀谷宣家を養嗣子として迎えるなど、反徳川色をますます強めた。このため、慶長5年（1600年）の関ヶ原の戦いで重経は秀康に従わず上杉景勝に応じ西軍に与したため、戦後に6万石を改易された。
その後の慶長11年（1606年）に秀康の異母弟の鶴千代が10万石で入るが、慶長14年（1609年）12月22日に水戸藩へ移される。代わって元和元年（1615年）に上総姉崎藩より秀康の次男・松平忠昌が3万石で入るが、翌年に信濃松代藩へ移封され、代わって下総山川藩から松平定綱が3万石で入るが、元和5年（1619年）には遠州掛川藩へ移封されるなど、短期間で藩主がめまぐるしく変わった。その後、正徳2年（1712年）までは幕府領となる。
正徳2年12月25日、井上正長が1万石で入ったことから、再び下妻藩が立藩する。正長は美濃郡上藩主・井上正任の三男であったが、父から郡上郡内で3000石を分与されて交代寄合の旗本となり、徳川家宣が甲府藩主の時代からその家老を務め、家宣が将軍後継者となると西の丸御側衆となり、3000石を加増された。そしてその後も順調に加増されて8000石になり、家宣が死去するとその遺命により、正長は2000石を加増されて1万石の大名として下妻藩主となった。井上家は幕末期に浜松藩を領した井上家の分家にあたり、他には上総高岡藩があり、みな明治維新を迎えている。
藩主家である井上家は歴代藩主の多くが短命だったため、14人の藩主のうち、10人が他家から迎えられたという異例の家であり、その点においても藩政は不安定であった。第14代藩主・井上正巳の時に明治維新を迎え、正巳は明治2年（1869年）6月24日の版籍奉還で藩知事となる。そして明治4年（1871年）7月14日の廃藩置県により下妻藩は廃藩となって下妻県となり、同年11月には茨城県に編入された。

## 藩政
藩主家が井上家に定着するまではあまり見るべきところはない。井上家は小藩さながらの悲しさから、早くから藩財政の窮乏化が始まる。これに対して第3代藩主・井上正辰は領民に重税を課したため、宝暦9年7月に農民による愁訴事件が起こり、それが幕府にも知られて治世不良のために出仕を拒まれることになるほどであった。その後は領内で洪水・旱魃が起こるなど治世は多難を極めた。このため明和年間より倹約や治水工事などが行なわれたが、あまり効果は無かった。
幕末においては、第13代藩主・井上正兼は水戸藩の天狗党鎮圧を命じられた。このとき、天狗党鎮圧のための追討軍本営が下妻に置かれたため、下妻陣屋は天狗党との激しい戦いの末に焼かれてしまった。慶応4年（1868年）の戊辰戦争においては、最後の藩主である正巳は新政府軍に与しようとしたが、旧幕府側からの圧力を受けて一部の藩士が会津藩との戦いで会津側に与したため、新政府からそれを咎められて改易に処されかけた。しかし藩の家老が懸命に弁明し、さらに佐幕派であった今村昇らを殺害したため、改易の危機をかろうじて免れた。

## 江戸時代以前の下妻城主

### 多賀谷家
6万石
1. 多賀谷重経

## 歴代藩主

### 松平（水戸）家
10万石 親藩
1. 松平鶴千代

### 松平（越前）家
3万石 親藩
1. 松平忠昌

### 松平（久松）家
3万石。譜代。
1. 松平定綱

### 幕府領
元和5年（1619年）- 正徳2年（1712年）
この間、土井利勝の所領に加えられ、2代藩主利隆の時代まで下総古河藩領として治められた後、万治元年（1658年）に3代藩主利重の家督相続に際して弟の利益に1万石で分与された。利益は延宝3年（1675年）に古河藩5代藩主となり、下妻1万石に加えて元の古河藩領から4割減で6万石を相続するが、延宝9年（1681年）に同じ7万石で志摩鳥羽藩へ転封となる。

### 井上家
1万石 譜代
1. 井上正長
2. 井上正敦
3. 井上正辰
4. 井上正意
5. 井上正棠
6. 井上正広
7. 井上正建
8. 井上正廬
9. 井上正民
10. 井上正健
11. 井上正誠
12. 井上正信
13. 井上正兼
14. 井上正巳

## 幕末の領地
- 常陸国
  - 真壁郡のうち - 11村
- 下野国
  - 都賀郡のうち - 12村
- 武蔵国
  - 埼玉郡のうち - 5村
  - 大里郡のうち - 2村

明治維新後に真壁郡1村（旧幕府領1村、旧旗本領1村）が加わった。